# Henry L. Snyder
Pour les articles homonymes, voir Snyder.
Henry Leonard Snyder (né le 3 novembre 1929 à Hayward en Californie et mort le 29 février 2016 à Kensington) est un historien et un universitaire américain, professeur émérite d'histoire à l'université de Californie à Riverside où il a également été directeur du Centre d'études et de recherches bibliographiques (Center for Bibliographical Studies and Research).

## Biographie
Henry L. Snyder a dirigé pendant plus de vingt ans l'équipe américaine de l'English Short Title Catalogue.
Il a reçu en 2007 une National Humanities Medals 

## Crédit d'auteurs
- (en) Cet article est partiellement ou en totalité issu de l’article de Wikipédia en anglais intitulé « Henry Snyder » (voir la liste des auteurs).